# Strażnica KOP „Słoboda”

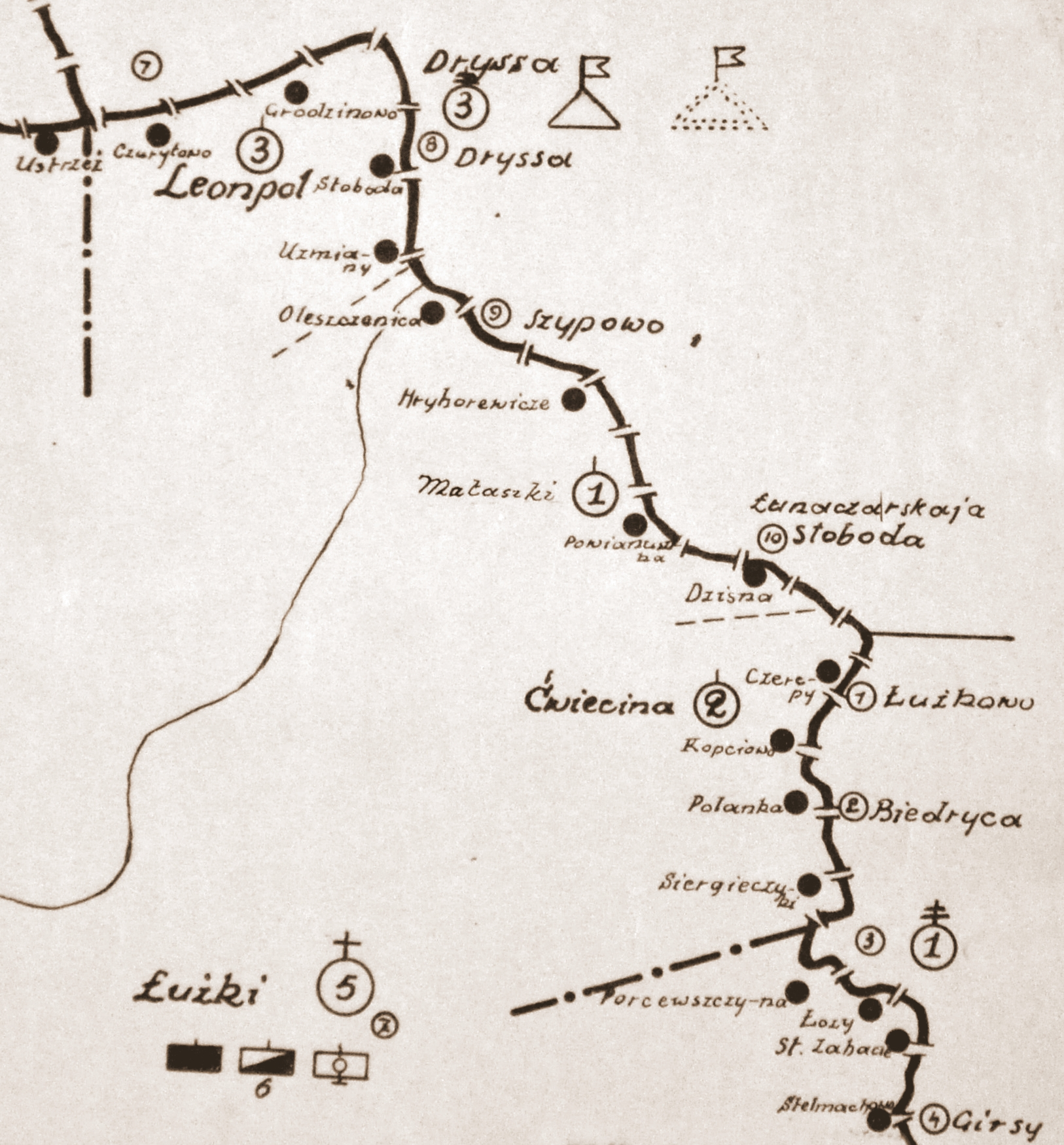
Batalion KOP „Łużki” w 1931

Strażnica KOP „Słoboda” – zasadnicza jednostka organizacyjna Korpusu Ochrony Pogranicza pełniąca służbę ochronną na granicy polsko-sowieckiej.

## Formowanie i zmiany organizacyjne
W 1924 w składzie 3 Brygady Ochrony Pogranicza, został sformowany 5 batalion graniczny. W 1928 w skład batalionu wchodziło 13 strażnic. Strażnica KOP „Słoboda” w latach 1928–1939 znajdowała się w strukturze 3 kompanii KOP „Leonpol”  batalionu KOP „Łużki”. Strażnica liczyła około 18 żołnierzy i rozmieszczona była przy linii granicznej z zadaniem bezpośredniej ochrony granicy państwowej.
W 1932 obsada strażnicy zakwaterowana była w budynku prywatnym. Strażnicę z macierzystą kompanią łączyła droga polna długości 12 km.

## Służba graniczna
Podstawową jednostką taktyczną Korpusu Ochrony Pogranicza przeznaczoną do pełnienia służby ochronnej był batalion graniczny. Odcinek batalionu dzielił się na pododcinki kompanii, a te z kolei na pododcinki strażnic, które były „zasadniczymi jednostkami pełniącymi służbę ochronną”, w sile półplutonu. Służba ochronna pełniona była systemem zmiennym, polegającym na stałym patrolowaniu strefy nadgranicznej, wystawianiu posterunków alarmowych, obserwacyjnych i kontrolnych stałych, patrolowaniu i organizowaniu zasadzek w miejscach rozpoznanych jako niebezpieczne, kontrolowaniu dokumentów i zatrzymywaniu osób podejrzanych, a także utrzymywaniu ścisłej łączności między oddziałami i władzami administracyjnymi. Strażnice KOP stanowiły pierwszy rzut ugrupowania kordonowego Korpusu Ochrony Pogranicza.
Strażnica KOP „Słoboda” w 1932 ochraniała pododcinek granicy państwowej szerokości 5 kilometrów 450 metrów od słupa granicznego nr 29 do 37, a w 1938 pododcinek szerokości 10 kilometrów 150 metrów od słupa granicznego nr 30 do 41.
Sąsiednie strażnice:
- strażnica KOP „Dworczany” ⇔ strażnica KOP „Uzmiany” – 1928[2], 1929[3]
- strażnica KOP „Grudzinowo” ⇔ strażnica KOP „Uzmiany” – 1931[4] , 1932[5], 1934[6]
- strażnica KOP „Leonpol” ⇔ strażnica KOP „Oleszczenica” – 1938[7]

## Walki w 1939
17 września strażnicę KOP „Słoboda” zaatakował oddział kpt. Kleszcinowa, złożony z żołnierzy 12 strażnicy i 3 rezerwowej strażnicy kawaleryjskiej, wspierany przez 2 ckm. Czerwonoarmiści do 4:45 opanowali strażnicę biorąc przy tym do niewoli rannego kaprala i szeregowca. Straty napastników wyniosły 4 rannych, z tego dwóch ciężko – jeden utonął podczas przeprawy przez Dźwinę. Z innego dokumentu wynika, iż w tym rejonie utonęło 12 pograniczników.